# Кейви
Кѐйви (на руски: Кейвы) е възвишение в централната част на Колския полуостров, разположено на територията на Мурманска област в Русия. Възвишението представлява приповдигнатата във вид на рид южна част на платообразната равнина на Колския полуостров. Дължина 200 km, максимална височина връх Ягел-Урта 398 m (67°31′26″ с. ш. 38°03′37″ и. д. / 67.523889° с. ш. 38.060278° и. д.), разположен в централната му част. Възвишението е разбито на обособени учястъци от многочислени проломи и дълбоки долини. Изградено е от слюдисти и киантови шисти. От южния му склон води началото си най-голямата река на Колския полуостров, Поной и нейните леви притоци, а от северния – река Йоканга и нейните десни притоци. Платообразните участъци по билото са покрити лишейна тундра, която служи за паша на северните елени.

## Топографска карта
- Топографска карта Q-37-А,Б; М 1:500 000[2]